# Slank snavelmos
Slank snavelmos (Rhynchostegiella tenella) is een soort uit de dikkopmosfamilie (Brachytheciaceae). Het is een pionier op baserijke steen.

## Determinatie
Slank snavelmos is een slaapmos. De soort kapselt in de herfst meestal met talrijke, horizontale sporenkapsels die elk een deksel hebben met een lange, smalle snavel, zoals typisch is voor Rhynchostegium- en Rhynchostegiella-soorten.

## Ecologie
Slank snavelmos groeit bij voorkeur op beschutte, meestal poreuze, kalkhoudende steen, maar op minder vochtige plaatsen dan dwergsnavelmos. Op steenglooiingen komt slank snavelmos meestal voor op baksteen tussen of onder grotere keien, maar hoger in de zonering dan dwergsnavelmos. Elders groeit de soort ook weleens onderaan baksteenmuurtjes.
In Zuid-Limburg op mergelrotsen of op losse poreuze kalksteentjes, die deels in de bodem begraven zitten, waardoor ze vochtiger blijven.

## Verspreiding
Slank snavelmos komt met name voor in Europa. In Nederland is de soort zeldzaam. Het staat niet op de Nederlandse Rode Lijst en is niet bedreigd. Langs het IJsselmeer is de soort plaatselijk talrijk. Ook voor dit kleine, vaak verborgen levende slaapmos geldt dat het verspreidingsbeeld waarschijnlijk behoorlijk incompleet is.